# Stern-Gerlach-eksperimentet
 Denne artikel bør gennemlæses af en person med fagkendskab for at sikre den faglige korrekthed.

Stern-Gerlach-eksperimentet er et grundlæggende eksperiment inden for kvantemekanikken og demonstrerer såkaldte kvantiserede spin. Eksperimentet er opkaldt efter Otto Stern og Walther Gerlach og blev udført i 1922.

## Eksperimentet
I det oprindelige eksperiment blev sølv opvarmet i en ovn, så enkelte sølvatomer ville flyve ud af et lille hul. Atomstrålen blev derefter kollimeret, så den fulgte en lige linje. Sølvatomer blev valgt, da de har 47 elektroner, hvoraf de 46 fordeler sig symmetrisk omkring atomkernen. Selvom elektroner separat har et magnetisk moment - dvs. at de er magnetiske - udligner de 46 atomer hinanden i sølvatomet. Den 47. elektron bliver dog ikke udlignet, og derfor har hele atomet samme magnetiske moment som én elektron. Sølvatomstrålen blev derefter sendt ind i et inhomogent magnetfelt, således at atomerne ville blive afbøjet enten med eller imod magnetfeltets retning alt efter deres magnetiske moments orientering. Endelig blev atomerne detekteret på en skærm.
Klassisk ville det forventes, at atomerne blev afbøjet i forskellig grad, og at de derfor ville fordele sig kontinuert over en linje på skærmen. I stedet blev der i eksperimentet kun detekteret to punkter svarende til, at atomernes magnetiske moment enten var parallelt eller antiparallelt med magnetfelt. Det magnetiske moment antog altså to kvantiserede retninger og ikke nogen der imellem. Spin er proportionalt med det magnetiske moment og derfor også kvantiseret.
Hvis afbøjningsretningen kaldes for {\displaystyle z}, er elektronens spin {\displaystyle S_{z}} i {\displaystyle z}-retningen givet ved:
{\displaystyle S_{z}=\pm {\frac {\hbar }{2}}}
hvor {\displaystyle \hbar } er den reducerede Plancks konstant.

## Serieforsøg
For rigtig at forstå spins egenskaber kan man tænke sig tre Stern-Gerlach-apparater (S-G) sat efter hinanden. For hvert apparat deler strålen sig i to, og kun den ene fortsætter videre til næste apparat. Det første S-G virker langs z-aksen og deler strålen i to, z+ og z-, hvilket betyder, at de hhv. har spin op og spin ned. Den ene stråle (z+) fortsætter nu ind i det næste S-G, der virker langs x-aksen. Strålen deles igen i to, men denne gang er det efter spin i x-aksens retning: x+ og x- (vi kan kalde det hhv. spin "højre" og spin "venstre"). Til sidst fortsætter kun x+ ind i det sidste S-G, der igen virker langs z-aksen. Overraskende nok kommer der igen to stråler ud af det sidste S-G, der igen er opdelt efter spin op og spin ned. 
Klassisk set ville man forvente at der kun kom én stråle med spin op ud til sidst, for alle partikler med spin ned blev frasorteret allerede i første trin.
Kvantemekanikkens resultat kan kun tolkes sådan, at man ændrer på partiklens tilstand, når man foretager en måling. Matematisk set betyder det, at man sætter partiklen i en superposition af spin op og spin ned, når man foretager målingen i x-aksens retning.